# Picton (Nowa Południowa Walia)
Picton – miasto w Australii, w stanie Nowa Południowa Walia.